# بريت ماركس
بريت ماركس (بالإنجليزية: Brett Marx)‏ هو ممثل أمريكي، ولد في 26 ديسمبر 1964 بلوس أنجلوس في الولايات المتحدة.

## وصلات خارجية
- بريت ماركس على موقع IMDb (الإنجليزية)
- بريت ماركس على موقع قاعدة بيانات الفيلم (الإنجليزية)